# Bezirksgericht Dornbirn

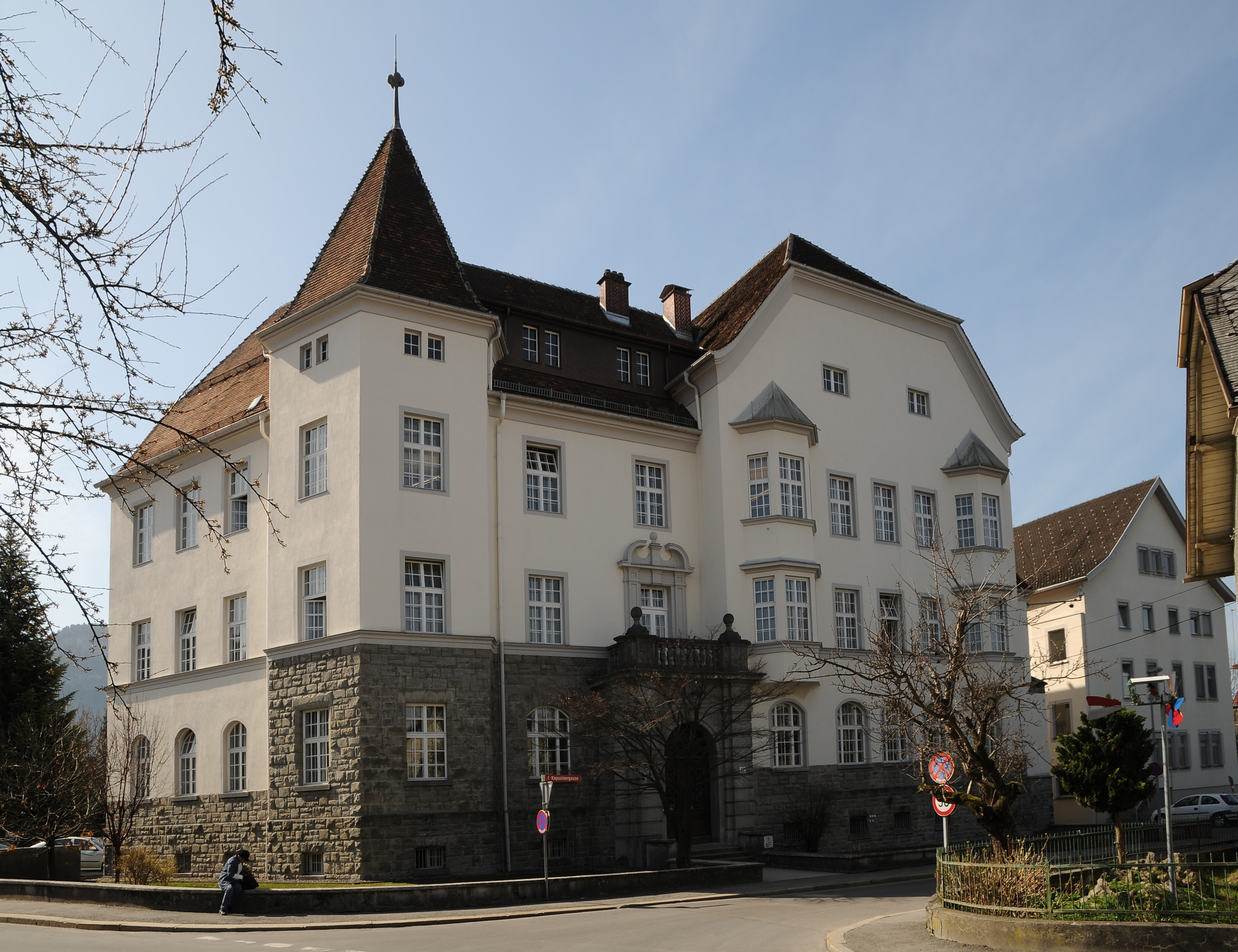
Bezirksgericht Dornbirn in der Kapuzinergasse 12. 1911 erbaut.

Das Bezirksgericht Dornbirn (BG Dornbirn) ist das zuständige ordentliche Gericht erster Instanz für den Gerichtsbezirk Dornbirn (deckungsgleich mit dem politischen Bezirk Dornbirn) in streitigen und außerstreitigen Zivilverfahren und in Strafsachen.
Das Bezirksgericht Dornbirn untersteht dem Landesgericht Feldkirch. Alle Gerichte in Vorarlberg unterstehen wiederum dem Oberlandesgericht Innsbruck.

## Geschichte des Gerichts in Dornbirn

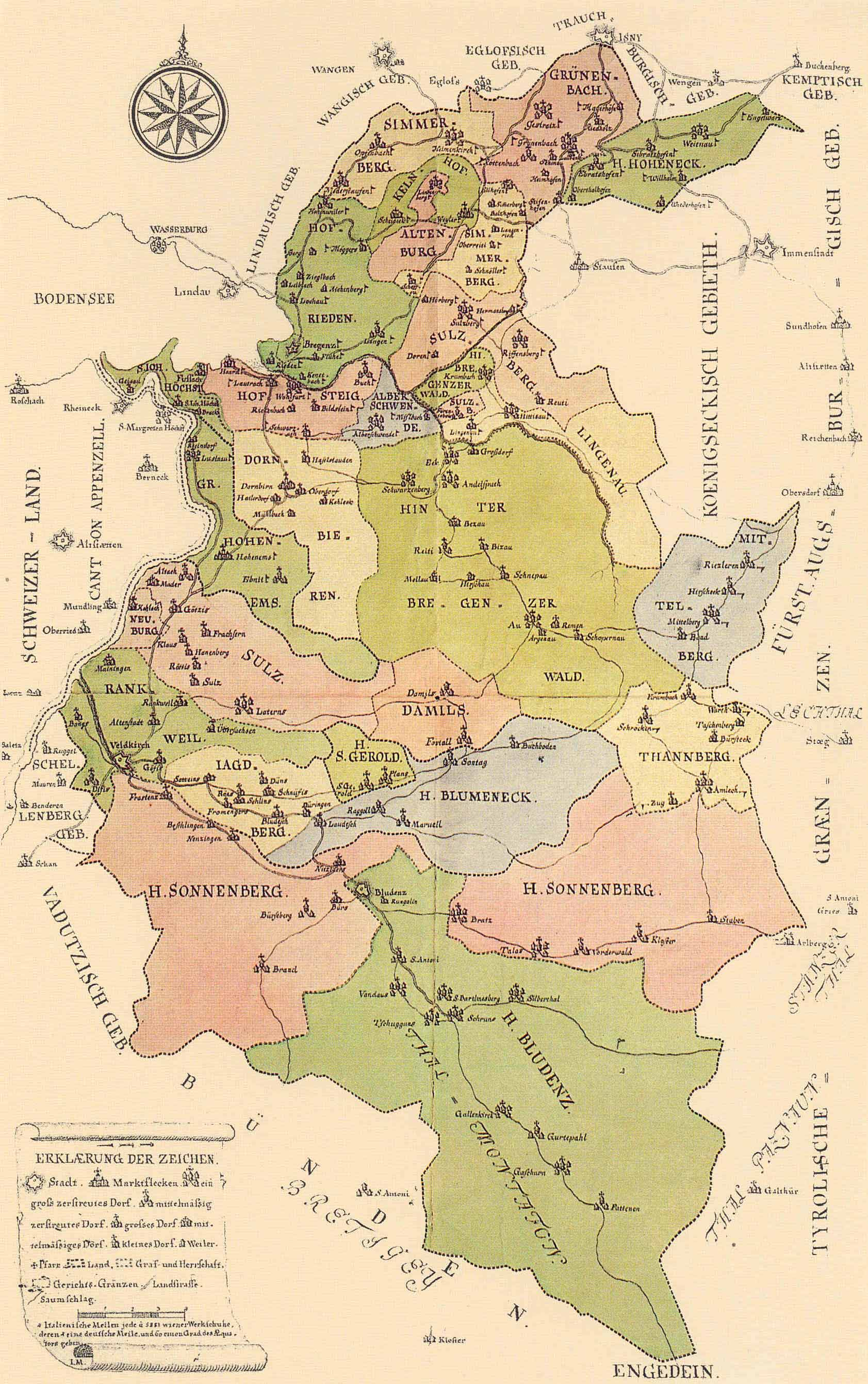
Karte Vorarlbergs aus dem Jahr 1783, der Marktflecken Dornbieren ist ein eigenständiges Gebiet.

### Mittelalter
Die Machtverhältnisse in Dornbirn veränderten sich etwa ab 1079 zugunsten der Grafen von Bregenz. Diese übten fortan nicht nur die hohe Gerichtsbarkeit, sondern auch die zuvor vom Kloster St. Gallen zuvor ausgeübte niedere Gerichtsbarkeit aus (siehe: Geschichte Dornbirn – Herrschaft der Grafen von Bregenz).
In weiterer Folge gelangten die Herrschaft und das Gericht Dornbirn (samt Gerichtsbarkeit) an die Montforter und sodann im 14. Jahrhundert an die Habsburger (siehe: Geschichte Dornbirn – Dornbirn wird Teil des Habsburgerreichs).

### Neuzeit
Mitte des 16. Jahrhunderts kam es auch in Dornbirn, wie in ganz Vorarlberg, vermehrt zu gerichtlichen Hexenverfolgungen. Den Anlass für die Hexenprozesswelle um die Jahrhundertwende in Dornbirn bildete möglicherweise die Verhandlung gegen eine gewisse Margareth von Alberschwendi (Alberschwende), so zu Dornbpeurn haust. Der Vogt von Feldkirch hat Margareth von Alberschwendi drei Tage nacheinander erfolglos foltern lassen. Es wurde in weiterer Folge die Regierung in Innsbruck um Instruktion ersucht. Aus Innsbruck kam die strenge Anweisung, solch unbedachte und unbegründete Vorwürfe in Zukunft zu unterlassen. Den Feldkircher Beamten wurde daraufhin die unabhängige Gerichtsbarkeit entzogen. Im Sommer 1563 klagte Peter Diem aus Dornbirn eine Frau als angebliche Verursacherin für seinen schwindenden Viehbestand an. Die Weiterführung der Klage wurde wiederum von der Innsbrucker Regierung untersagt, da sich solche Vorwürfe auf Aberglaube begründeten und zu ignorieren seien. Dennoch ging der Wahn weiter. 1585 wurde Ursula Wessin bei den Feldkircher Behörden angezeigt. Ursula Wessin hat unter Folter diverse Hexereien zugegeben. Sie wurde zum Tode auf dem Scheiterhaufen verurteilt. Zwischen 1597 und 1605 war Dornbirn der Mittelpunkt der Vorarlberger Hexenverfolgungen.
Die ältesten überlieferten schriftlichen Gerichtsprotokolle aus Dornbirn liegen aus dem Jahr 1671 vor. Seit dem 17. Jahrhundert sind in Dornbirn Gerichtswaibel und Gerichtsschreiber erwähnt.
Der Gerichtsbezirk Dornbirn wurde ursprünglich, vor der Reform Anfang 19. Jahrhundert, durch die Gerichtsbezirke der Herrschaften/Gerichte Hohenems,  Hofsteig,  Alberschwende und den Hinter-Bregenzerwald begrenzt. Lustenau sowie das Ebnit zählten damals noch zum Gerichtsbezirk Hohenems. 1806 wurde durch den Frieden von Pressburg Vorarlberg an das Königreich Bayern abgetreten. Die bayerische Regierung hob die alte Gerichtsverfassung auf. Anstelle der bisher 24 Gerichte wurden sechs Landgerichte eingesetzt, neben Dornbirn in Bregenz, Feldkirch, Bludenz, Bezau und in Schruns (dies sind noch heute die Standorte der Bezirksgerichte in Vorarlberg). 1814 kam Vorarlberg wieder an Österreich zurück (Siehe auch: Liste der Gerichtsbezirke in Vorarlberg).
1911 wurde an der Ecke Schillerstraße/Kapuzinergasse in Dornbirn vom österreichischen Justizministerium ein neues Gerichtsgebäude gebaut. Der Stil ist typisch für die franzisco-josephinische Ära. Das Gebäude steht heute unter Denkmalschutz. Im später errichteten Nebengebäude war bis September 2022 die Außenstelle der Justizanstalt Feldkirch untergebracht.

## Testamentsfälschungsaffäre
Bereits im Jahr 2002 wurde in einem Verlassenschaftsverfahren nach Irene H. vom zuständigen Richter in einem an die Staatsanwaltschaft Feldkirch vom 31. Juli 2002 gerichteten Schreiben Bedenken an der Echtheit eines mit 14. August 1989 datierten Übergabevertrages zwischen Irene H. und Herbert R. geäußert. Die Erhebungen brachten kein Ergebnis. Die Anzeige wurde von der Staatsanwaltschaft Feldkirch am 19. September 2002 gemäß § 90 Abs. 1 StPO aF mit der Begründung zurückgelegt, dass kein Tatnachweis zu erbringen und mit Blick auf das Datum der Beglaubigung (14. August 1989) zudem bereits Verjährung eingetreten sei.
Im März 2009 wurde von einer Richterin des BG Dornbirn an die Staatsanwaltschaft Feldkirch wiederum der Verdacht auf Fälschung von Testamenten gemeldet. Es folgen verdeckte Ermittlungen. Am 17. November 2009 wurden zwei Bedienstete des BG Dornbirn und ein in Salzburg lebender Buchhalter verhaftet. Am 20. November 2009 wurde in der Öffentlichkeit bekannt, dass Justizmitarbeiter am Dornbirner Bezirksgericht, möglicherweise jahrzehntelang, Testamente gefälscht haben sollen. Die weiteren Ermittlungen ergaben ausreichende Anhaltspunkte, so dass in weiterer Folge von der Staatsanwaltschaft Feldkirch am 27. Juni 2011 Anklage gegen insgesamt neun Personen erhoben werden konnte.
Im Hauptverfahren wurden in erster Instanz am 31. Juli 2012, nach 21 Verhandlungstagen, Urteile mit Schuldsprüchen durch das Landesgericht Salzburg gefällt, welche jedoch nicht rechtskräftig geworden sind.